# OTRS
Open-source Ticket Request System, abreviat OTRS este un sistem software pentru gestiunea incidentelor, dezvoltat într-o manieră open source și distribuit liber. Acesta servește la organizarea cererilor de suport, întrebărilor, plângerilor sau alte comunicații cu clienții sau utilizatorii.